# Marathon van Los Angeles 2008
De marathon van Los Angeles 2008 vond op 22 maart 2008 plaats in Los Angeles. Het was de 23e keer dat dit evenement werd gehouden. In totaal finishten 16.941 lopers de wedstrijd, waarvan 6.505 vrouwen. 
De wedstrijd werd bij de mannen gewonnen door de Keniaan Laban Moiben in 2:13.50. De zege bij de vrouwen ging naar de Russische Tatyana Aryasova in 2:29.09. Zij had vijf minuten voorsprong op de voltallige concurrentie, van wie haar landgenote Yuliya Grimova als tweede finishte in 2:34.13.

## Wedstrijd
Mannen
| rang | naam                  | land | tijd    |
| ---- | --------------------- | ---- | ------- |
| 1    | Laban Moiben          | KEN  | 2:13.50 |
| 2    | Christopher Kiprotich | KEN  | 2:14.17 |
| 3    | Khaled Kamal Yaseen   | BRN  | 2:15.22 |
| 4    | Augustus Kavutu       | KEN  | 2:15.58 |
| 5    | Franklin Tonorio      | ECU  | 2:16.27 |
| 6    | Odilion Cuahutle      | MEX  | 2:16.40 |
| 7    | Benson Mbithi         | KEN  | 2:16.58 |
| 8    | Lamech Makono         | KEN  | 2:18.39 |
| 9    | Peter Ayieni          | KEN  | 2:18.55 |
| 10   | Edward Kiptum         | KEN  | 2:19.19 |

Vrouwen
| rang | naam               | land | tijd    |
| ---- | ------------------ | ---- | ------- |
| 1    | Tatyana Aryasova   | RUS  | 2:29.09 |
| 2    | Yuliya Grimova     | RUS  | 2:34.13 |
| 3    | Jacqueline Nytipei | KEN  | 2:37.38 |
| 4    | Albina Gallyamova  | RUS  | 2:37.51 |
| 5    | Mary Ptikany       | KEN  | 2:40.13 |
| 6    | Claudia Camargo    | ARG  | 2:45.18 |
| 7    | Jennifer De Rego   | USA  | 2:46.22 |
| 8    | Katie Layman       | USA  | 2:53.39 |
| 9    | Kathryn Kascichke  | USA  | 2:53.46 |
| 10   | Yanez Tereso       | USA  | 2:59.09 |

1986 ·
1987 ·
1988 ·
1989 ·
1990 ·
1991 ·
1992 ·
1993 ·
1994 ·
1995 ·
1996 ·
1997 ·
1998 ·
1999 ·
2000 ·
2001 ·
2002 ·
2003 ·
2004 ·
2005 ·
2006 ·
2007 ·
2008 ·
2009 ·
2010 ·
2011 · 
2012 ·
2013 ·
2014 ·
2015 ·
2016 ·
2017